# Lord Avondale
Lord Avondale (auch Avandale) war ein erblicher britischer Adelstitel, der zweimal in der Peerage of Scotland verliehen wurde. Er ist nach dem Tal des schottischen Flusses Avon benannt.

## Verleihung und weitere Titel
Der Titel wurde erstmals 1455 an Andrew Stewart verliehen. Dieser war 1460 bis 1482 Kanzler von Schottland. Er war ein Enkel von Murdoch Stewart, 2. Duke of Albany. Als er 1488 kinderlos starb, erlosch der Titel.
In zweiter Verleihung wurde der Titel am 4. Februar 1500 an Andrew Stewart verliehen. Dieser war ein Großneffe des Lords erster Verleihung. Sein Sohn, der 2. Lord, tauschte das mit dem Titel verbundene Territorium, die feudale Baronie Avondale, mit Sir James Hamilton of Finnart (Sohn des James Hamilton, 1. Earl of Arran) gegen dessen feudale Baronie Ochiltree, legte den Titel Lord Avondale ab und bekam am 15. März 1543 stattdessen den Titel Lord Stewart of Ochiltree verliehen.

## Liste der Lords Avondale

### Lord Avondale, erste Verleihung (1455)
- Andrew Stewart, 1. Lord Avondale (um 1420–1488)

### Lords Avondale, zweite Verleihung (1500)
- Andrew Stewart, 1. Lord Avondale (vor 1479–1513)
- Andrew Stewart, 2. Lord Avondale († 1548) (Titelverzicht 1543)